# Nicole Fryčová
Nicole Fryčová (* 7. září 1995 Mělník) je česká právnička, paralympionička a expertka v oblasti přístupnosti a práv lidí se zdravotním postižením. Od roku 2019 působí jako předsedkyně Výboru pro přístupnost veřejné správy a veřejných služeb při Radě vlády pro osoby se zdravotním postižením. Od prosince 2024 je členkou Rady vlády pro osoby se zdravotním postižením za občanskou společnost,v roce 2012 reprezentovala Českou republiku v plavání na paralympijských hrách v Londýně. V březnu 2025 byla jmenována do Poradního orgánu veřejného ochránce práv pro oblast práv lidí se zdravotním postižením.
Od června 2021 do října 2022 byla členkou občanského hnutí Roberta Šlachty Přísaha. Za hnutí PŘÍSAHA kandidovala ve volbách do Poslanecké sněmovny PČR 2021 v Plzeňském kraji.

## Život
Narodila se jako třetí dcera do rodiny pedagožky a stavaře. Po absolvování čtyřletého gymnázia v Mělníku v roce 2015 začala studovat na Právnické fakultě Univerzity Karlovy, kde v červnu 2021 získala titul Mgr. Od narození je prakticky nevidomá, narodila se s poškozeným zrakovým nervem, podle jejích slov je schopna vnímat na krátkou vzdálenost velké objekty, obrysy postav, základní barvy a číst velmi zvětšený text.[zdroj?]
Již během studia se angažovala v oblasti hájení a prosazování práv lidí se zdravotním postižením. V této oblasti působí i profesně. Od ledna 2025 pracuje v Národní radě osob se zdravotním postižením (NRZP), dále působí jako vedoucí advokačního týmu Asociace neslyšících, nedoslýchavých a jejich přátel a spolupracuje s dalšími organizacemi. 
V letech 2022-2023 pracovala v Kanceláři veřejného ochránce práv a v letech 2021-2024 v právní poradně Sjednocené organizace nevidomých a slabozrakých.[zdroj?]

## Sportovní kariéra
Od malička byla svými rodiči vedena ke sportu – lyžování, běžecké lyžování, cyklistika. V roce 2006 se začala věnovat závodnímu plavání, od roku 2008 trénovala pod vedením Miluše Kolesárové v pražském oddílu USK Praha, od roku 2011 začala trénovat s trenérem Petrem Lukáškem. V roce 2011 se na Světových hrách zrakově postižených sportovců v Turecku umístila na 3. místě v disciplíně 50 m motýlek, téhož roku se účastnila Mistrovství Evropy handicapovaných sportovců v Berlíně, v roce 2012 splnila 6 z možných 7 limitů pro individuální plavecké soutěže na paralympijských hrách v Londýně, nejlepším umístěním pro ni bylo 9. místo na trati 100 m znak v kategorii S12 (plavci se zrakovým postižením). V roce 2013 se představila na Mistrovství světa handicapovaných sportovců v kanadském Montrealu, kde obsadila 7. místo na trati 200 m polohový závod. Za svoji sportovní kariéru dosáhla mnoha titulů mistryně republiky mezi handicapovanými sportovci a rovněž je držitelkou mnoha medailí z mezinárodních závodů handicapovaných plavců v Berlíně a v Bratislavě. Dnes[kdy?] se věnuje plavání už pouze rekreačně, v roce 2015 se závodním plaváním skončila kvůli studiu na právnické fakultě.[zdroj?]

## Covidová doba / dobrovolnická činnost
Od podzimu 2020 intenzivně spolupracuje jako dobrovolnice s ministerstvem zdravotnictví a úřadem vlády v oblasti informovanosti o nemoci covid-19 a očkování u lidí se zdravotním postižením. Zajistila zřízení přepisu hovorů linky 1221 pro lidi se sluchovým postižením, vkládala informace pro osoby se zdravotním postižením na Covid portál a iniciovala zpřístupnění mediální kampaně k očkování pro lidi se sluchovým a zrakovým postižením.[zdroj?]

## Politické působení
V roce 2021 se stala odbornou garantkou volebního programu hnutí Přísaha v oblasti přístupnosti a problematiky lidí se zdravotním postižením, od června 2021 byla členkou výkonné rady hnutí Přísaha, jehož byla od června 2021 členkou. Členství v hnutí ukončila v roce 2022.
Ve volbách do Poslanecké sněmovny PČR v roce 2021 byla lídryní hnutí Přísaha v Plzeňském kraji.

## Osvětová činnost
Dlouhou dobu se věnuje odstraňování bariér a předsudků vůči lidem se zdravotním postižením. Přála by si, aby lidé se zdravotním postižením byli plnohodnotnou součástí společnosti. V roce 2017 byla jednou ze sedmi tváří projektu Nadačního fondu pro podporu zaměstnávání osob se zdravotním postižením Srdcerváči, jehož cílem bylo upozornit širokou veřejnost na to, že lidé se zdravotním postižením mohou běžně pracovat a věnovat se každodenním činnostem.[zdroj?]
Dlouhodobě usiluje o zpřístupnění dopravy, veřejných budov, zaměstnání, vzdělání a kultury pro lidi se zdravotním postižením.[zdroj?]
Věnuje se i osvětové činnosti o životě se zrakovým postižením v rámci přednášek pro školy, ale i různé instituce. Píše osvětové články a v lednu 2020 byla hostem dr. Radkina Honzáka v pořadu ČT Kabinet Dr. Honzáka. O životě se zrakovým postižením si povídala i v podcastu nadačního fondu ČRo Světlušky POTMĚ s youtuberem Kovym. S nadačním fondem Světluškou spolupracuje například v projektu kavárna POTMĚ nebo Noční běh.